# Záhornice
Záhornice es una localidad del distrito de Nymburk en la región de Bohemia Central, República Checa, con una población estimada a principio del año 2018 de 408 habitantes. 
Se encuentra ubicada al noreste de la región y de Praga, cerca del curso alto del río Elba y de la frontera con las regiones de Hradec Králové y Pardubice.